# Friederikenplatz

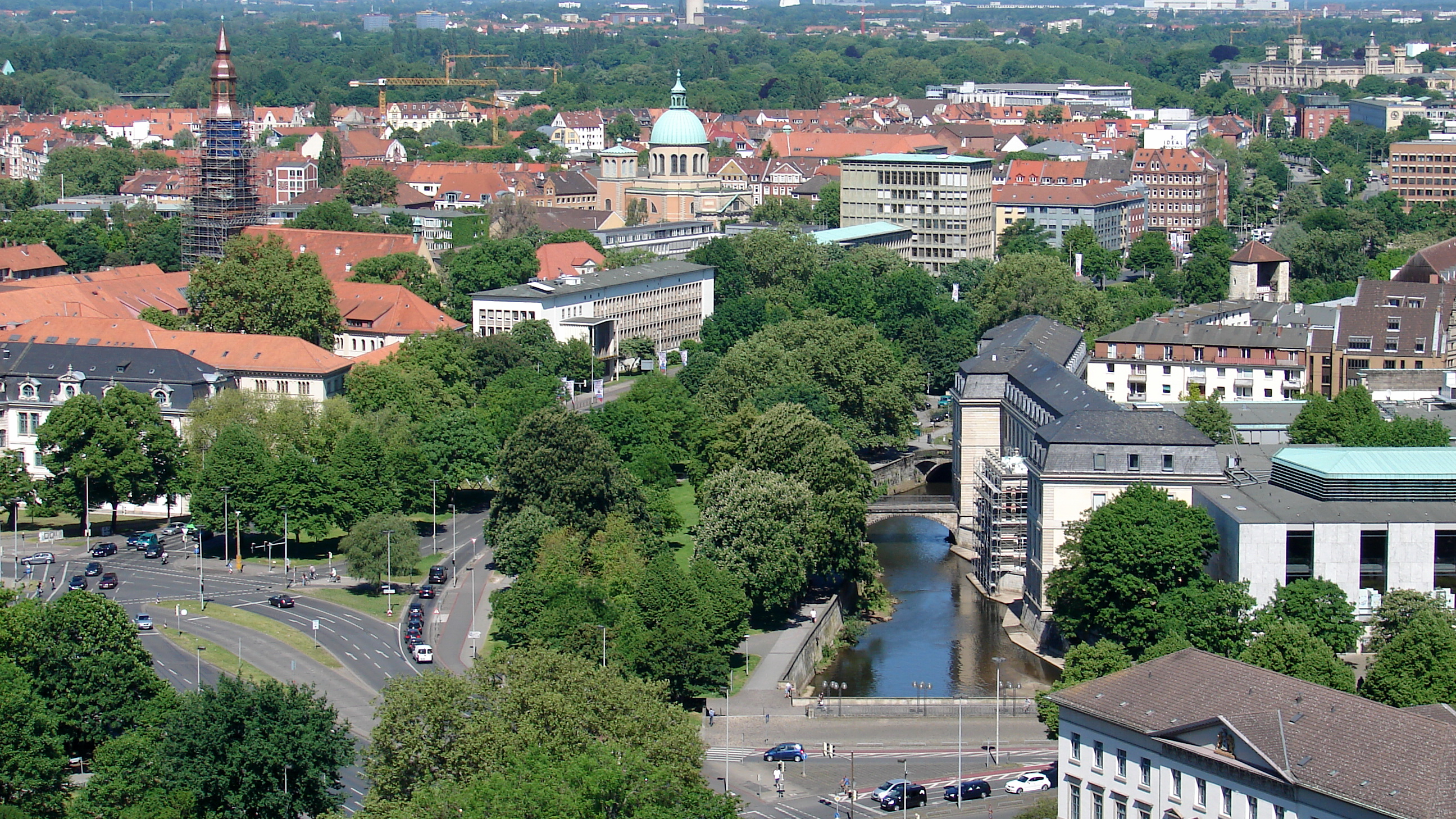
Blick vom Neuen Rathaus auf den Friederikenplatz mit Fluss Leine

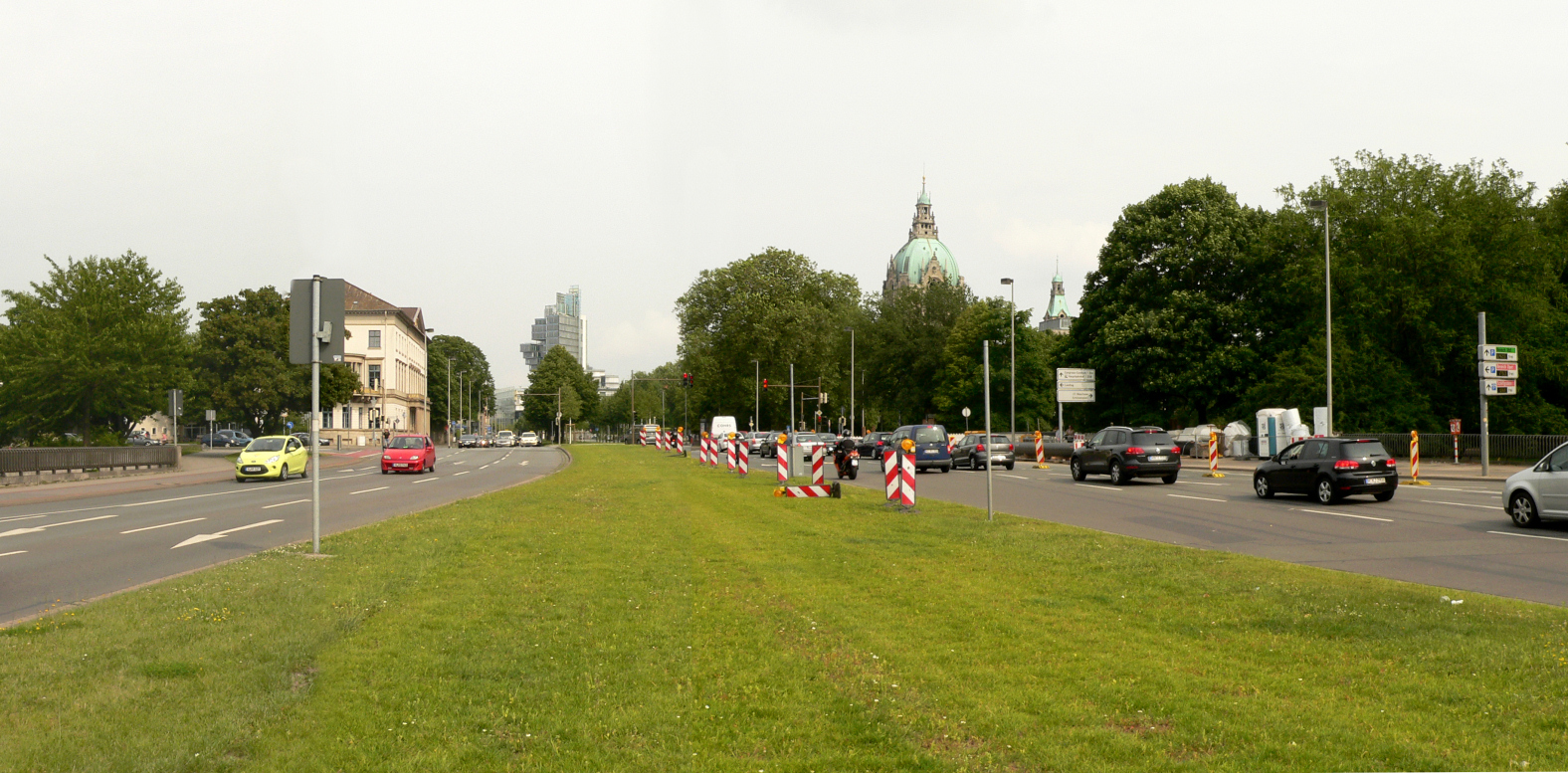
Verkehrsfläche Friederikenplatz, 2013

Der Friederikenplatz (fʁiːdəʁiːkənplat͡s) ist ein früherer Platz und heutiger Verkehrsknotenpunkt in Hannover, der wegen dortiger Wassermühlen an der Leine seit dem Mittelalter Mühlenplatz hieß. König Ernst August ließ den Platz wegen des benachbarten Friederikenschlösschens und zu Ehren seiner verstorbenen Ehefrau Friederike 1843 von Mühlenplatz in Friederikenplatz umbenennen.

## Lage
Der Verkehrsknotenpunkt Friederikenplatz liegt im südlichen Stadtzentrum außerhalb des historischen Altstadtkerns von Hannover. Auf ihn führen die Straßen Lavesallee, Friedrichswall, Karmarschstraße, Culemannstraße und Leibnizufer zu. Die Straßenführung verläuft zum Teil als Friederikenbrücke über die Leine hinweg. In unmittelbarer Nähe liegt der Niedersächsische Landtag.

## Geschichte

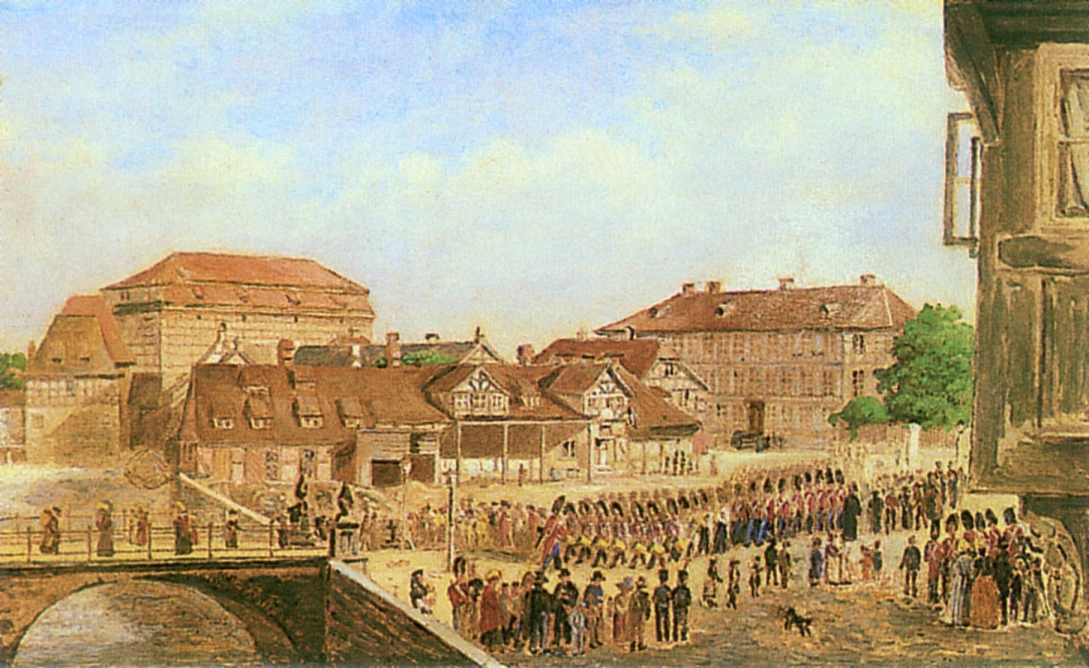
Friederikenplatz um 1827

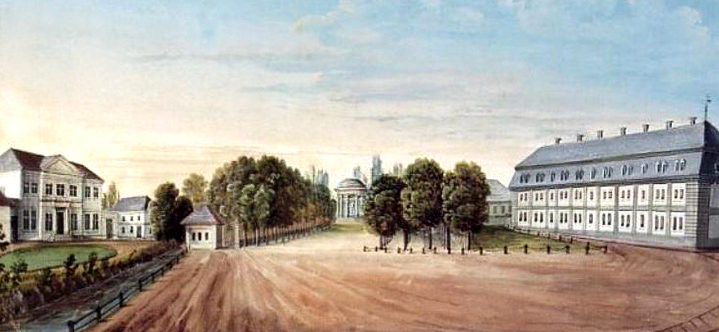
Blick vom Friederikenplatz um 1825 auf die Esplanade mit Friederikenschlösschen links, Leibniztempel in der Mitte, sowie heutiges Hauptstaatsarchiv Hannover rechts

Der ursprüngliche Mühlenplatz als Vorläufer des Friederikenplatzes lag auf einem Ottenwerder zwischen zwei Flussarmen der Leine. Seine Benennung beruhte auf den dortigen Wassermühlen, bei denen es sich um die 1226 erstmals erwähnte Klickmühle und die 1329 erstmals erwähnte Brückmühle handelte. Mit Baubeginn des Leineschlosses auf Betreiben von Herzog Georg von Braunschweig und Lüneburg-Calenberg ab 1636 wurde der Mühlenplatz zum Schlossvorplatz. Für eine freie Aussicht aus dem Schloss wurden  auf dem Werder 42 Wohnhäuser abgebrochen.
Nach dem Schleifen der Stadtbefestigung Hannover Ende des 18. Jahrhunderts entstand auf dem Flusswerder mit dem Mühlenplatz 1803 ein Palais, das der Baumeister Georg Ludwig Friedrich Laves 1817 für Graf Carl von Alten vollendete. 1841 erwarb König Ernst August das Palais für seine Ehefrau Friederike. Deshalb erhielt es den Namen Friederikenschlösschen. Zwei Jahre nach dem Tod der Königin Friederike wurde 1843 der bisherige Mühlenplatz ihr zu Ehren in Friederikenplatz umbenannt.
1895 ließ die Stadt Hannover am Friederikenplatz die Klickmühle und die dort über Jahrhunderte vorhandene Wasserkunst abreißen. Stattdessen wurde die schlossähnliche Flusswasserkunst erbaut, unter anderem, um einen repräsentativen südlichen Stadteingang zu schaffen.

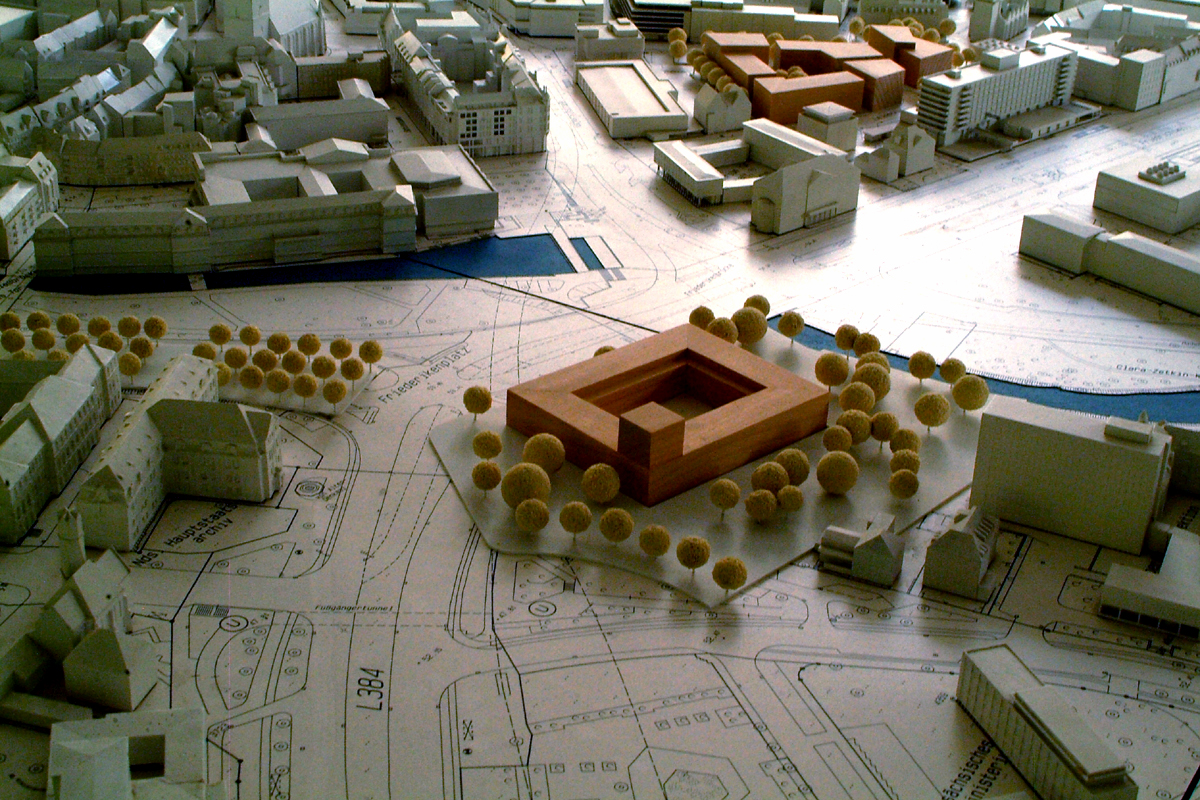
Modell mit einem größeren Neubau (rotbraun) am Friederikenplatz laut Planung Hannover City 2020 +

Nach dem Zweiten Weltkrieg wurde der Friederikenplatz zum öffentlichen Verkehrsraum umgestaltet, wodurch alle Elemente eines Platzes verloren gingen. Nach dem Zuschütten eines Flussarmes der Leine 1955 wurde der Platz zu einem Verkehrskreisel.
Infolge der Umgestaltung zu einer Kreuzung 1966 dient der frühere Platz neben dem Friedrichswall und dem Leibnizufer seither der Verkehrsführung um das Stadtzentrum durch den Cityringes. 1963 wurden nahe dem Platz die Flusswasserkunst und 1966 das Friederikenschlösschen abgerissen.
Im Zuge des stadtplanerischen Umgestaltungsprojektes Hannover City 2020 + ist am Friederikenplatz anstelle des früheren Friederikenschlösschens ein größerer Neubau geplant.